# Hersbruck
Hersbruck è una città di 12 772 abitanti situata nel nord-est della Baviera, nella regione della Media Franconia, nella provincia di Norimberga.

## Storia
Hersbruck, menzionata in un atto ufficiale per la prima volta nel 976, prende il proprio nome da Haderihesprucga, il ponte di Haderich.
La città conobbe una crescita economica durante il Medioevo, in quanto si trovava lungo la Goldene Straße, strada che metteva in comunicazione Norimberga con Praga.
Hersbruck acquisì lo status di comune nel 1297.
Dal 1944 al 1945 a Hersbruck ci fu un campo di concentramento nazista, satellite del campo di Flossenbürg, il terzo della Germania meridionale per dimensioni, dopo Dachau e il suo stesso campo principale di Flossenbürg. Il campo era situato tra la attuale Amberger Strasse e il fiume Pegnitz, vicino alla piscina dove oggi si trova un campo da tennis. I circa 10000 internati, costituiti soprattutto da deportati politici ed ebrei, lavoravano per conto di una fabbrica bellica nelle gallerie conosciute come Doggerstollen sul monte Houbirg nei pressi di Happurg. Nell'aprile 1945, con l'approssimarsi dell'esercito statunitense, gli internati sopravvissuti furono trasferiti a Dachau con le cosiddette marce della morte. Nel campo di Hersbruck perirono circa 4000 deportati.
Nel 2007 è stato eretto nel Rosengarten nei pressi del sito del campo il monumento di Vittore Bocchetta Ohne Namen (Senza nomi). L'artista, deportato politico italiano, era riuscito a fuggire durante la 'marcia della morte' nell'aprile 1945.

## Distretto
- Altensittenbach
- Kühnhofen
- Ellenbach
- Weiher
- Leutenbach
- Großviehberg

## Amministrazione

### Gemellaggi
- San Daniele del Friuli, dal 2008